# Ausstellungsmacher
Ausstellungsmacher ist eine Berufsbezeichnung für den Kurator einer Ausstellung.
Während ein Kurator als wissenschaftlicher Mitarbeiter oft eines Museums Werke katalogisiert, ordnet und präsentiert, hat der Ausstellungsmacher den Anspruch, ein Thema, eine Epoche oder eine Zone intellektuell zu durchdringen und optisch und haptisch zu gestalten. Während der Kurator pflegerisch hinter dem Œuvre des Künstlers steht, tritt der Ausstellungsmacher mit seinem gestalterischen Impetus ans Rampenlicht, die Einzelwerke – oft verschiedener Autoren – treten in den Hintergrund und werden zu Belegstücken für eine These.
Während bereits in den 1950er und 1960er Jahren in der klassischen Musik deutlich Interpreten – wie Herbert von Karajan oder Maria Callas – das Werk, den Textdichter und den Komponisten überstrahlten, traten Ausstellungsmacher erst in den 1970er und 1980er in Erscheinung. Parallel zur Konzeptkunst erhoben sie das Gestalten einer Präsentation zur Kunstform und sich selbst zu Künstlern. Paradigmatisch Ausstellungsmacher genannt werden können Harald Szeemann, alle anderen Leiter der documenta nach ihm, Klaus Albrecht Schröder und Wilfried Seipel als Konkurrenten der Wiener Museumslandschaft von 1999 bis 2008, aber auch die früh verstorbene Lydia Marinelli am Sigmund Freud Museum oder Paul Kruntorad als Gestalter historischer Ausstellungen, schließlich auch Kasper König.
Der Prototyp einer Ausstellungsmacherausstellung war die Schau When Attitudes Become Form von Harald Szeemann 1969 an der Kunsthalle Bern, die auch in Krefeld und London gezeigt wurde.